# Waldbad Wehrsdorf

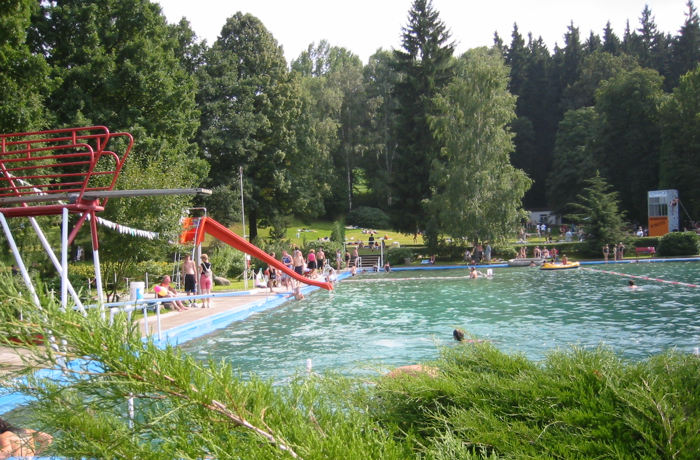
Waldbad Wehrsdorf im August 2002

Das Freibad Wehrsdorf befindet sich in Wehrsdorf, einem Ortsteil von Sohland an der Spree in Sachsen und ist ein Kulturdenkmal. Es besteht aus einem rechteckigen Wasserbecken mit einer Größe von 50 m Länge und 25 m Breite. Das Schwimmbecken ist mit Bossensteinen aus Granit ausgemauert und wird vom Tännichtfluss gespeist. Die Funktionsgebäude (hölzerne Umkleidekabinen und Kassenhäuschen) sind bautechnische Zeugen der 1930er Jahre.
Es ist eine ortsbild- und landschaftsprägende, baugeschichtlich und sozialgeschichtlich interessante Anlage mit ursprünglich erhaltener Baukonzeption aus landschaftstypischen Baumaterialien und einer Liegewiese.
Die ortsgeschichtliche Bedeutung ist im Dokument des Vereinslebens der Dorfgemeinschaft festgehalten. Nach dem Baubeginn im Jahre 1936 wurde es im Juni 1937 eingeweiht.
Koordinaten: 51° 3′ 3″ N, 14° 22′ 26″ O